# Wimbish
Wimbish – wieś i civil parish w Anglii, w hrabstwie Essex, w dystrykcie Uttlesford. Leży 32 km na północ od miasta Chelmsford i 63 km na północny wschód od Londynu. W obszar civil parish wchodzą także Cole End, Elder Street, Howlett End, Lower Green, Tye Green i Upper Green. W 2011 roku civil parish liczyła 1629 mieszkańców. Wimbish jest wspomniana w Domesday Book (1086) jako Wimbeis.